# Izoprenoidok

Izoprén
2-metilbuta-1,3-dién
----
Forráspont: 34 °C
Olvadáspont: −146 °C
----
Relatív sűrűség (víz = 1): 0,7
Gőznyomás, kPa 20 °C-on: 53,2
Relatív gőz sűrűség (levegő = 1): 2,4
----
Lobbanáspont: −54 °C
Öngyulladási hőmérséklet: 220 °C
Robbanási határok, térfogatszázalék levegőben: 1,5-8,9

Az izoprenoidok vagy izoprénvázas vegyületek, melyeknek közös jellemzőjük, hogy a molekuláikat, vagy azoknak a vázát izoprén egységek építik fel.
Az izoprén (2-metilbuta-1,3-dién) egy színtelen, vízzel nem elegyedő, illékony szénhidrogén vegyület, amely  kettős kötései lévén polimerizációs hajlamot mutat. Többek között a természetes kaucsuk is ebből az anyagból épül fel, így azt szárazon hevítve izoprén keletkezik.
Előállítása régen oxovegyületek segítségével történt, propánszármazékokon keresztül, de ma már a katalitikus dehidrogénezés a kifizetődőbb és egyszerűbb eljárás. Ilyenkor a kiindulási vegyület az izopentán (2-metil-bután).

## Csoportosításuk
Az izoprenoidoknak két csoportjuk létezik. A terpének a monomerek számát tekintve változatos összetételű nyílt-, vagy zártláncú vegyületek, melyek között olyan fontos képviselők vannak, mint a likopin, a paradicsom illetve a karotin, a sárgarépa festékanyaga. A terpének színes mivolta a molekulaláncon többszörösen végigfutó kettős kötések pí-átlapolásaival magyarázható.
A másik csoportba a szteroidokat soroljuk amelyek úgy jönnek létre, hogy a funkciós csoportok, szénláncok egy központi, úgynevezett szteránvázra épülnek rá. És itt meg kell jegyezni, hogy nem tehetünk egyenlőségjelet a szteroidok és szteroid hormonok közé, mivel a szteroid hormonok is szteránvázra épülnek, de a hormonokon kívül vannak más szteroid vegyületek is.

## A terpének
Terpénekkel a hétköznapi életben viszonylag sokszor találkozhatunk, hiszen számos illóolajban megtalálhatóak. A limonén nevű diterpént például a citrusfélék tartalmazzák, de a terpének közé tartozik a bornanon is, ami heteroatomként egy oxigént tartalmaz (ketocsoport alakjában), és közismert nevén kámfornak hívjuk.

A terpének csoportosításakor az őket felépítő izoprén-egységek számát vesszük alapul. 
| név              | monomer egység |
| ---------------- | -------------- |
| monoterpének     | 2              |
| szeszkviterpének | 3              |
| diterpének       | 4              |
| triterpének      | 6              |
| tetraterpének    | 8              |